# Калмус, Вероника
Веро́ника Ка́лмус (эст. Veronika Kalmus; род. 8 июня 1973, Элва, Тартумаа) — эстонская социолог и шашистка. Профессор социологии Университета Тарту. Член Европейской академии (2019). Неоднократный чемпион и призёр национальных чемпионатов по русским шашкам. Мастер спорта СССР (1989).

## Образование
1980—1991 средняя школа № 2 г. Элва, золотая медаль
1991—1995 Тартуский университет, степень бакалавра (социология), диплом с отличием
1995—1998 Тартуский университет, магистратура (социология)
1996—1998 Университет Осло, магистр (медиа исследования)
1998—2003 Тартуский университет, докторантура (социология)

## Спортивная деятельность
Шашки начала играть в 1983 году в родном городе Элва. Занималась в шашечном клубе Эльвы у Прийта Раудсеппа, в 1988-90 гг. продолжила заниматься в Тартуском районе.
В национальных чемпионатах по русским шашкам выиграла 8 золотых медалей (1989, 1990, 1992-93, 1995, 1997, 1999—2000), в рапиде (1993-94, 2003) и блице (2000-02) — по 3 золотых медали в каждой программе, 1 золото в бразильские шашки (1992).
Собранный материал исследования «История шашечной игры в Эстонии» (1990) хранится в Эстонском музее спорта.

## Научная и общественная деятельность
2015 -… вице-президент Эстонской ассоциации социологов
2014 -… член Правления Института Общественных наук Тартуского университета
2013 -… член редакция журнала «Эстонский журнал образовательных наук»
2012 -… член экспертного комитета по культуре и социальных наук исследовательского агентства Эстонии,
2011 -… член редакции журнала «Ариадна»
2009 -… член Европейской Ассоциации исследователей в области связи и образования (ECREA)
2007 -… член рабочей группы международной исследовательской сети «Дети Европейского Союза и Африки»
2007 -… журнал «Cyberpsychology: Журнал психосоциальной исследований на киберпространстве» член-учредитель редакции
2007 -… независимый эксперт Европейской комиссии в области информационного общества и средств массовой информации
2006 -… член Балтийской Ассоциации исследователей СМИ
2005 -… член Европейской социологической ассоциации (ESA)
2004 -… член Ассоциации Интернет-исследователей (AoIR)
2002 -… Международная ассоциация по изучению средств массовой информации и коммуникации (член МНИАСИК)
1999 -… член ассоциации чтения Эстонии
2015—2015 Президент Эстонской Ассоциации социологов
2013—2013 член научного совета социологов в Тартуском университете
2012—2013 член Комитета по управлению Международной молодежной конференции «NYRIS12»
2011—2014 вице-президент Эстонской Ассоциации социологов
2009—2010 Международная ассоциация связи (ICA), член
2009—2013 член совета, руководитель рабочей группы в докторской школе Поведенческих, социальных и медицинских наук
2008—2009 член Совета общественных наук Тартуского университета
2005—2013 член правления, руководитель докторантуры Тартуского университета журналистики и института связи
2001—2004 член Международной социологической ассоциации (ISA)
1999—2005 член Международной ассоциации школьных учебников и учебных медиа (IARTEM)

## Награды
- лучшая спортсменка уезда Тартумаа в 1990 и 1992 годах,